# Rush
Rush este o formație de rock progresiv din Toronto, Canada.

## Discografie
- Clockwork Angels (iunie 2012)
- Snakes & Arrows (mai 2007)
- Feedback (iunie 2004)
- Vapor Trails (mai 2002)
- Test for Echo (septembrie 1996)
- Counterparts (octombrie 1993)
- Roll the Bones (septembrie 1991)
- Presto (noiembrie 1989)
- Hold Your Fire (septembrie 1987)
- Power Windows (octombrie 1985)
- Grace Under Pressure (aprilie 1984)
- Signals (septembrie 1982)
- Moving Pictures (Februarie 1981)
- Permanent Waves (ianuarie 1980)
- Hemispheres (octombrie 1976)
- A Farewell to Kings (septembrie 1977)
- 2112 (aprilie 1976)
- Caress of Steel (septembrie 1975)
- Fly by Night (ianuarie 1975)
- Rush (martie 1974)